# Aeroportul Dillingham
Aeroportul Dillingham (IATA: DLG, ICAO: PADL, FAA LID: DLG) este un aeroport din Alaska, Statele Unite ale Americii ce deservește zona Dillingham⁠(d). Aeroportul a fost tranzitat în 2019 de 70.972 de pasageri. A fost numit după zona deservită.
Situat la o altitudine de 25 m, aeroportul dispune de 1 pistă. Este operat de Alaska Department of Transportation & Public Facilities⁠(d).

## Infrastructură

### Piste
Aeroportul dispune de o singură pistă. Pista 01/19 are suprafața de asfalt și dimensiunile 6.400 picioare × 150 picioare. 